# موشک بالیستیک مبتنی بر زیردریایی

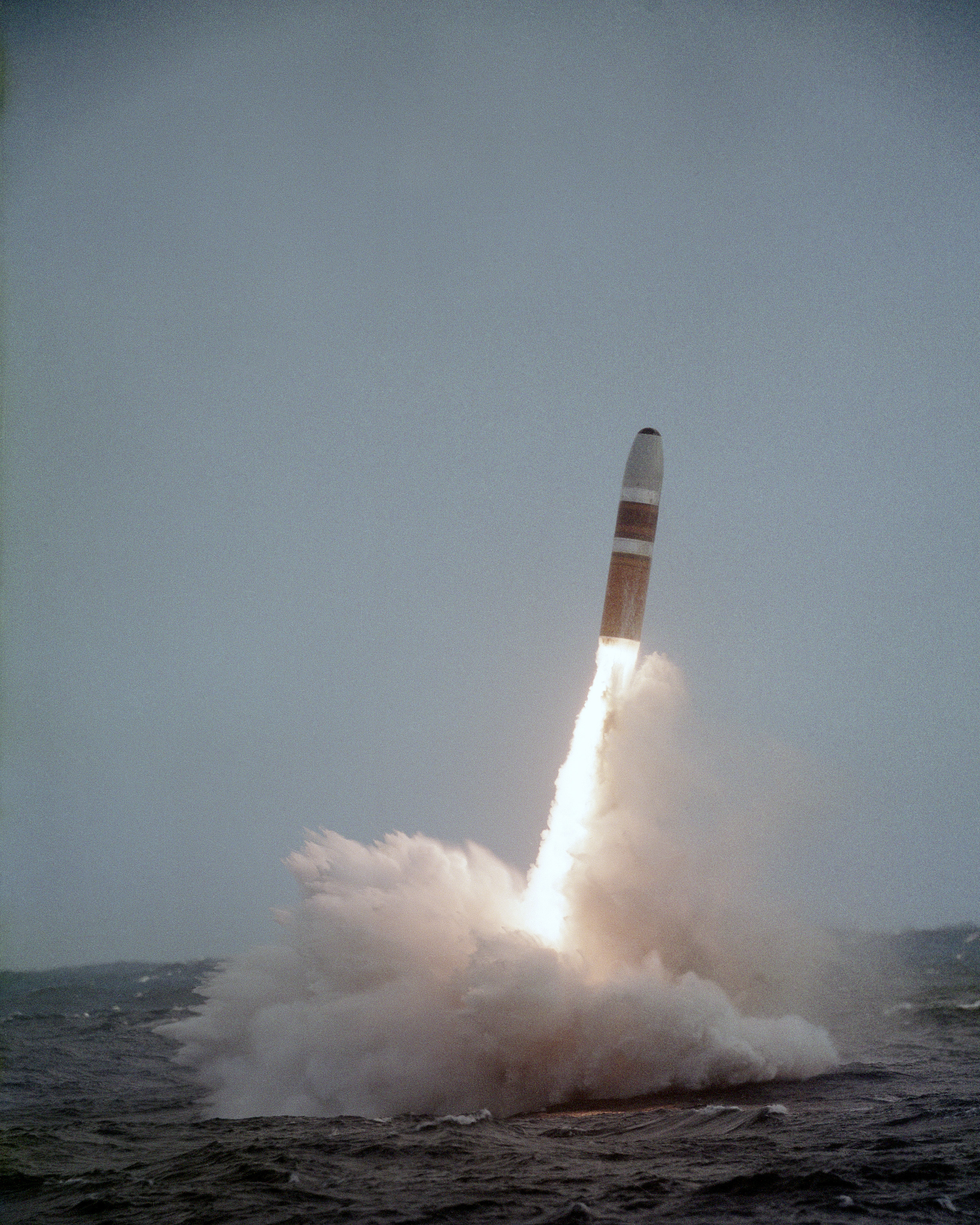
یک ترایدنت-۱ در حال بیرون آمدن از آب، پس از پرتاب از زیردریایی نیروی دریایی ایالات متحده در سال ۱۹۸۴

موشک بالیستیک پرتاب‌شونده از زیردریایی (SLBM) یک موشک بالستیک است که می‌تواند از زیردریایی‌ها پرتاب شود. انواع مدرن این موشک‌ها، معمولاً قابلیت هدف‌گیری مستقل چندگانه (MIRV) را ارائه می‌دهند که هر کدام می‌توانند یک کلاهک هسته‌ای حمل کرده و به یک موشک پرتاب‌شده اجازه می‌دهد تا چندین هدف را مورد اصابت قرار دهد. موشک‌های بالستیک پرتاب‌شده از زیردریایی به روشی متفاوت از موشک‌های کروز زیردریایی عمل می‌کنند.
موشک‌های بالیستیک مدرن پرتاب‌شونده از زیردریایی با موشک‌های بالستیک قاره‌پیما (ICBM) با برد بیش از ۵٬۵۰۰ کیلومتر (۳٬۰۰۰ مایل دریایی) مرتبط هستند و در بسیاری از موارد SLBMها و ICBMها ممکن است بخشی از یک خانوادهٔ سلاح باشند.

## تاریخچه

### ریشه‌ها
نخستین طراحی عملی یک سکوی پرتاب مبتنی بر زیردریایی توسط آلمانی‌ها در اواخر جنگ جهانی دوم توسعه یافت که شامل یک لولهٔ پرتاب حاوی یک موشک بالیستیک وی-۲ بود و پشت یک زیردریایی که با نام رمز Prüfstand شناخته می‌شد یدک می‌کشید.

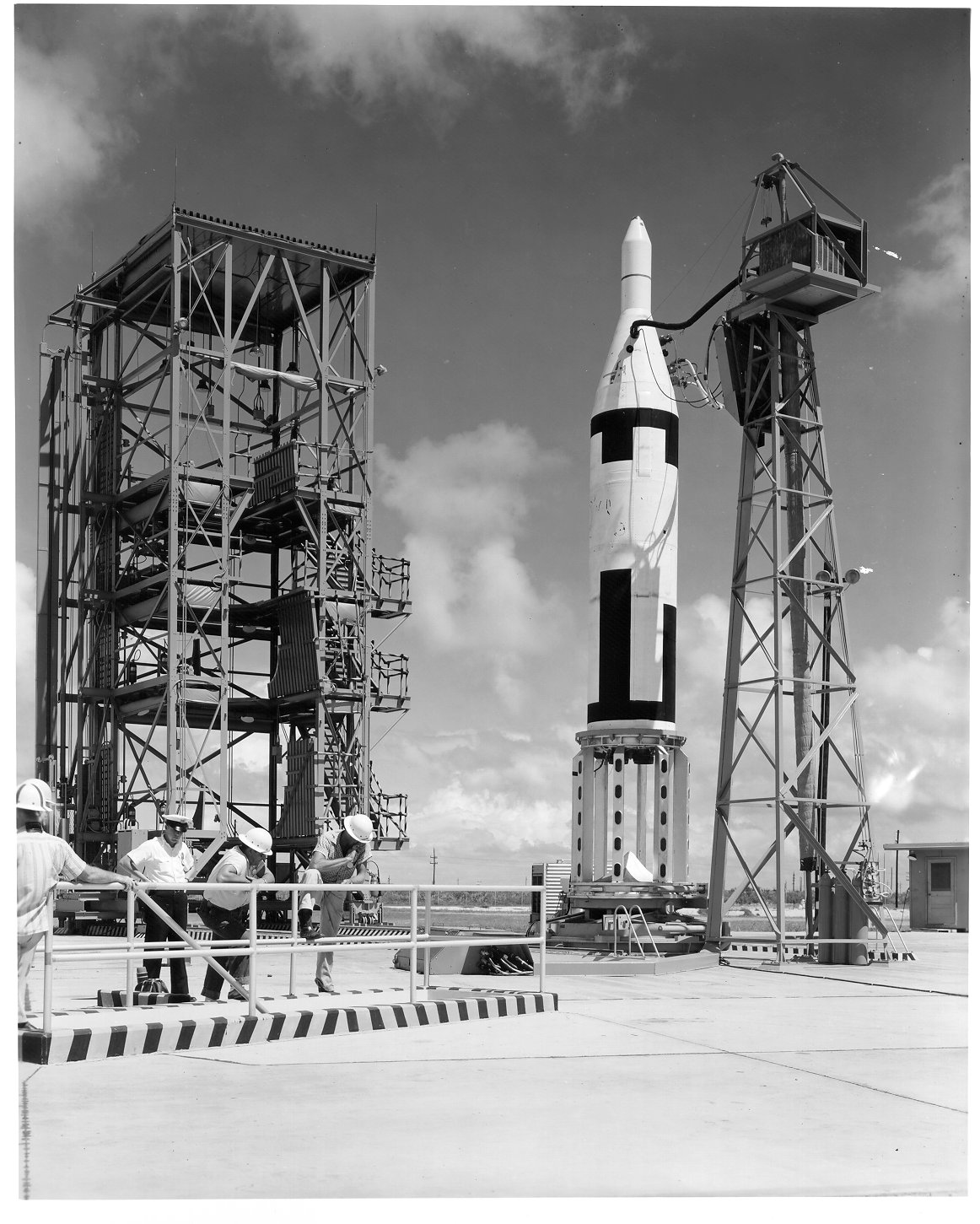
پولاریس اِی-۱

نخستین زیردریایی موشک بالستیک با نیروی هسته‌ای عملیاتی جهان، زیردریایی جرج واشینگتن بود. این زیردریایی، با ۱۶ موشک Polaris A-1 در دسامبر ۱۹۵۹ وارد خدمت شد و نخستین گشت‌زنی بازدارندهٔ خود را از نوامبر ۱۹۶۰ تا ژانویهٔ ۱۹۶۱ انجام داد. جورج واشینگتن همچنین نخستین پرتاب موفقیت‌آمیز SLBM غوطه‌ور را با Polaris A-1 در ۲۰ ژوئیهٔ ۱۹۶۰ انجام داد. چهل روز بعد، اتحاد جماهیر شوروی نیز نخستین پرتاب موفقیت‌آمیز موشک بالستیک زیردریایی خود را در دریای سفید در ۱۰ سپتامبر ۱۹۶۰ از زیردریایی تبدیل شده پروژه ۶۱۱ (کلاس زولو-۵) را انجام داد.

SLBM ام۴۵ فرانسوی و ام۵۱ در مقطع یک زیردریایی.

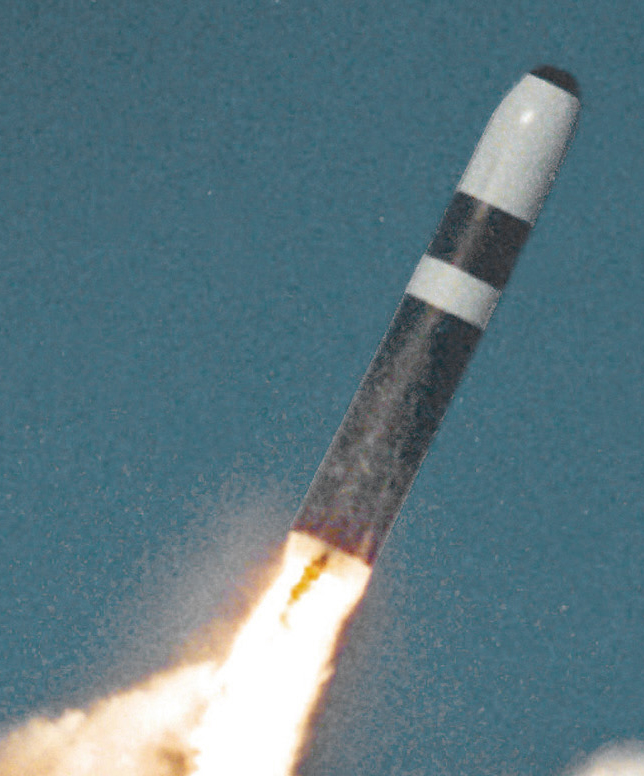
موشک ترایدنت ۲ درست پس از پرتاب.

.

### پس از جنگ سرد
زیردریایی‌های دارای موشک بالستیک از زمان ورود به خدمت در جنگ سرد از اهمیت استراتژیک زیادی برای ایالات متحده، شوروی/روسیه و سایر قدرت‌های هسته‌ای برخوردار بوده‌اند، زیرا می‌توانند از ماهواره‌های شناسایی پنهان شوند و سلاح‌های هسته‌ای خود را بدون مزاحمت، شلیک کنند. این موضوع باعث می‌شود که آن‌ها از نخستین حملهٔ فرضی علیه نیروهای هسته‌ای مصون باشند و به هر یک از طرف‌ها اجازه می‌دهد تا توانایی انجام یک حمله تلافی‌جویانه ویرانگر را حتی اگر همه موشک‌های مستقر در زمین نابود شده باشند، حفظ کنند.

## انواع

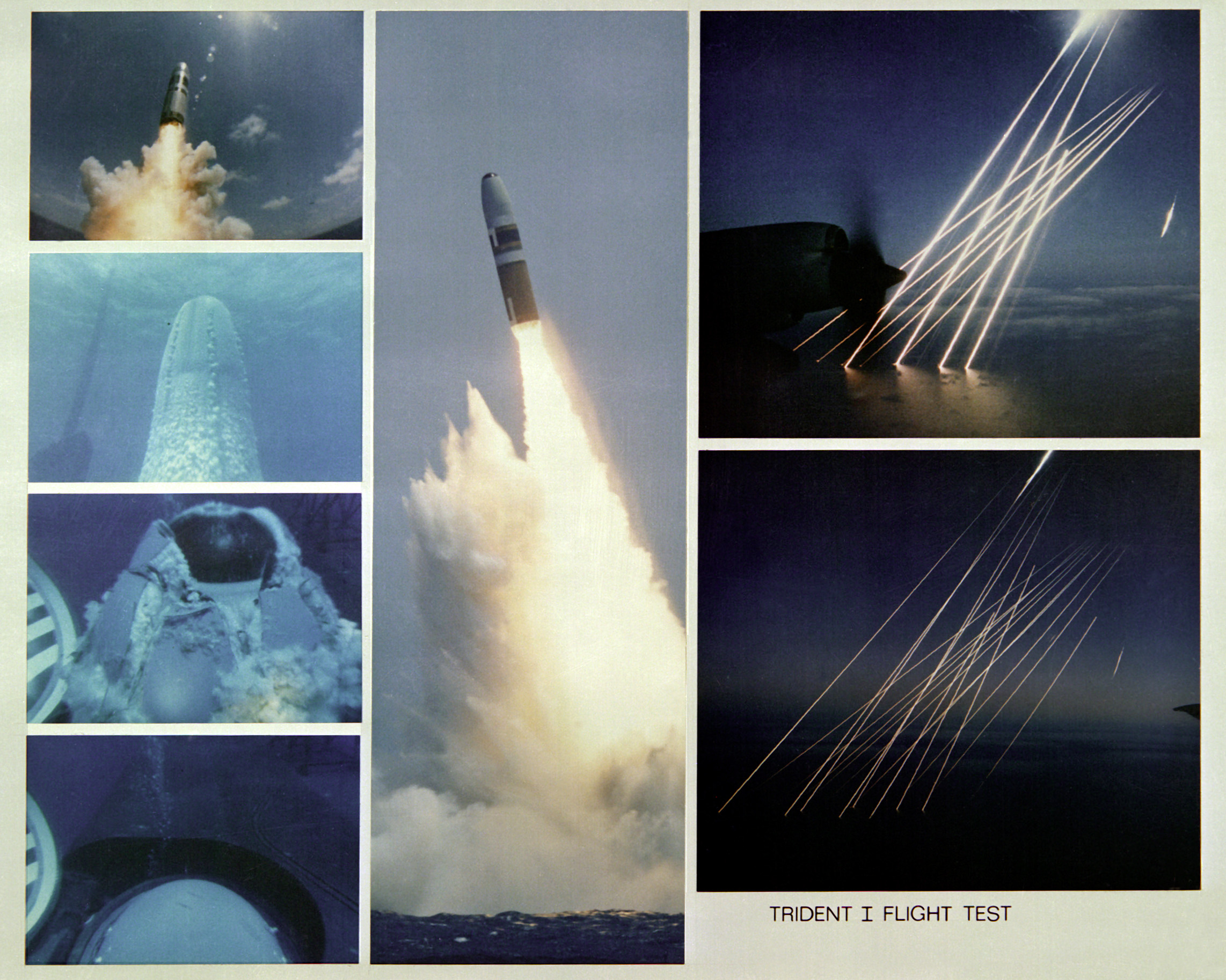
مجموعه تصاویر پرتاب ترایدنت-۱ SLBM و مسیرهای بازگشت مجدد حامل آن

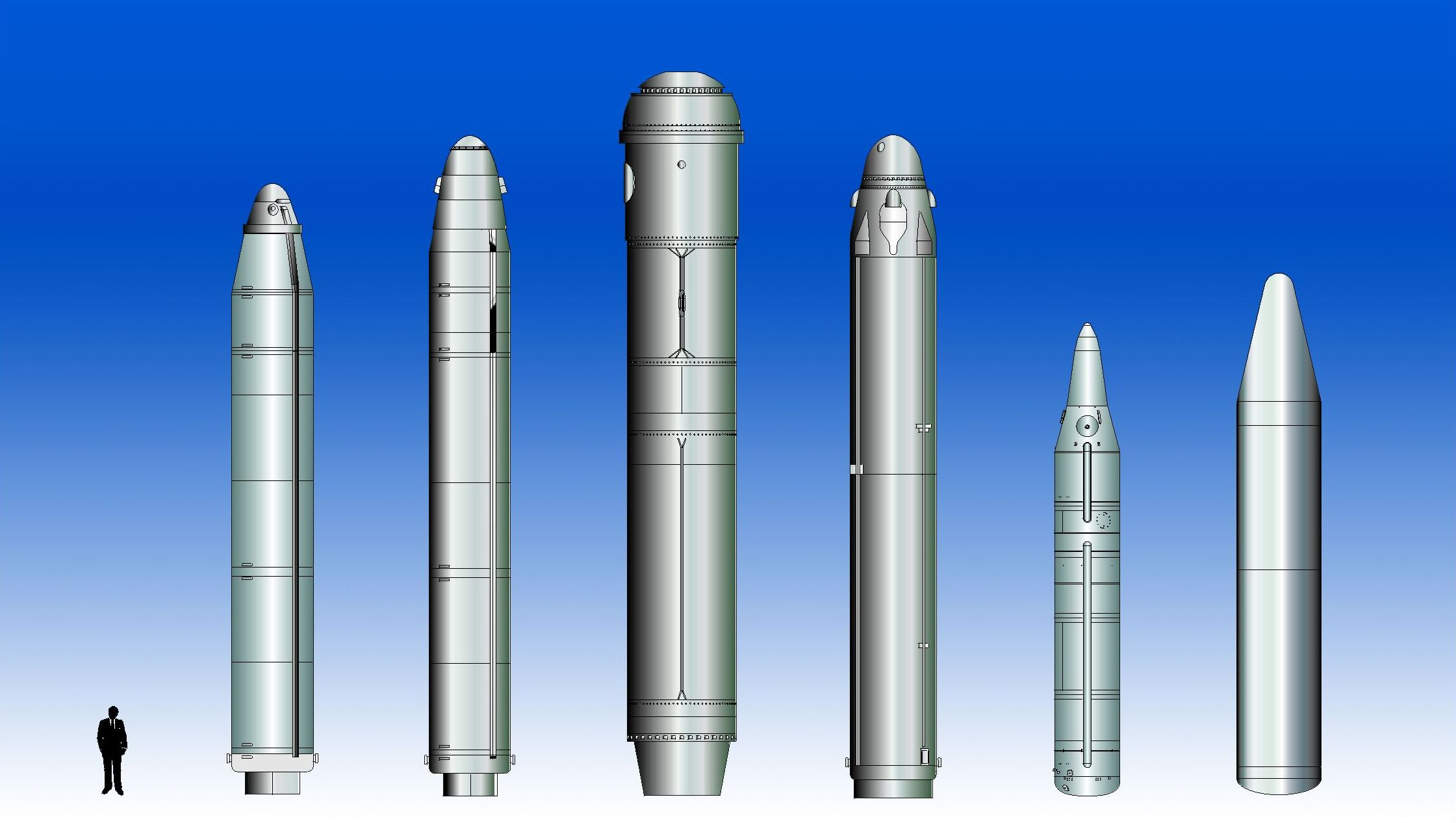
منتخب SLBMهای روسی و چینی. L تا R: R-29 Vysota (SS-N-8)، R-29R (SS-N-18)، R-39 (SS-N-20)، R-29RM (SS-N-23)، JL -1، JL-2

انواعی از SLBMها (فعال، گذشته یا در حال توسعه):
| نام                                | نام ناتو           | برد کمینه (کیلومتر) | برد بیشینه (کیلومتر) | کشور         | وضعیت |
| ---------------------------------- | ------------------ | ------------------- | -------------------- | ------------ | --- |
| UGM-27 Polaris (A-1 through A-3)   |                    |                     | ۴٬۶۰۰                | ایالات متحده | توقف تولید |
| UGM-73 Poseidon (C-3)              |                    |                     | ۴٬۶۰۰                | ایالات متحده | توقف تولید |
| UGM-96 Trident I (C-4)             |                    |                     | ۷٬۴۰۰                | ایالات متحده | توقف تولید |
| UGM-133 Trident II (D5LE)          |                    |                     | ۱۲٬۰۰۰               | ایالات متحده | عملیاتی |
| R-13                               | SS-N-4             |                     | ۶۰۰                  | روسیه/شوروی  | توقف تولید |
| R-21                               | SS-N-5             |                     | ۱٬۶۵۰                | روسیه/شوروی  | توقف تولید |
| R-27 Zyb                           | SS-N-6             | ۲٬۴۰۰               | ۳٬۰۰۰                | روسیه/شوروی  | توقف تولید |
| R-29 "Vysota"/RSM-40               | SS-N-8 "Sawfly"    | ۷٬۷۰۰               | ۹٬۰۰۰                | روسیه/شوروی  | توقف تولید |
| R-27K                              | SS-NX-13           |                     | ۳٬۶۰۰                | روسیه/شوروی  | هیچ‌گاه عملیاتی نشد |
| RSM-45 R-31                        | SS-N-17 "Snipe"    |                     | ۴٬۵۰۰                | روسیه/شوروی  | توقف تولید |
| RSM-50 R-29R "Vysota"              | SS-N-18 "Stingray" |                     | ۶٬۵۰۰                | روسیه/شوروی  | توقف تولید |
| RSM-52 R-39 "Rif"                  | SS-N-20 "Sturgeon" |                     | ۸٬۳۰۰                | روسیه/شوروی  | توقف تولید |
| R-29RM "Shtil"/RSM-54              | SS-N-23 "Skiff"    |                     | ۸٬۳۰۰                | روسیه/شوروی  | توقف تولید (Under rebuild to R-29RMU "Sineva")                                                                                         |
| RSM-54 R-29RMU "Sineva"            | SS-N-23 "Skiff"    |                     | ۸٬۳۰۰                | روسیه/شوروی  | عملیاتی |
| RSM-54 R-29RMU2 "Layner"           |                    | ۸٬۳۰۰               | ۱۲٬۰۰۰               | روسیه/شوروی  | عملیاتی |
| RSM-56 R-30 "Bulava"               | SS-NX-32           | ۸٬۳۰۰               | ۹٬۳۰۰                | روسیه/شوروی  | عملیاتی |
| UGM-27 Polaris (A-3) and Chevaline |                    |                     | ۴٬۶۰۰                | بریتانیا     | توقف تولید |
| UGM-133 Trident II (D5)            |                    |                     | ۱۲٬۰۰۰               | بریتانیا     | عملیاتی |
| M1                                 |                    |                     | ۳٬۰۰۰                | فرانسه       | توقف تولید |
| M2                                 |                    |                     | ۳٬۲۰۰                | فرانسه       | توقف تولید |
| M20                                |                    |                     | ۳٬۰۰۰                | فرانسه       | توقف تولید |
| M4                                 |                    |                     | ۵٬۰۰۰                | فرانسه       | توقف تولید |
| M45                                |                    |                     | ۶٬۰۰۰                | فرانسه       | عملیاتی |
| M51                                |                    | ۸٬۰۰۰               | ۱۰٬۰۰۰               | فرانسه       | عملیاتی |
| JL-1                               |                    |                     | ۲٬۵۰۰                | چین          | توقف تولید (هیچ‌گاه به‌طور کامل عملیاتی نشد)                                                                                             |
| JL-2                               |                    | ۷٬۴۰۰               | ۸٬۰۰۰                | چین          | عملیاتی |
| JL-3                               |                    |                     | ۱۲٬۰۰۰               | چین          | در حال تست |
| K-15/B-05 Sagarika                 |                    | ۷۵۰                 | ۱٬۹۰۰                | هند          | عملیاتی |
| K-4                                |                    |                     | ۳٬۵۰۰                | هند          | آماده برای تولید انبوه |
| K-5                                |                    |                     | ۵٬۰۰۰                | هند          | در حال توسعه |
| K-6                                |                    | ۶۰۰۰                | ۸۰۰۰                 | هند          | در حال توسعه |
| Pukguksong-1(KN-11)                |                    | ۵۰۰                 | ۲٬۵۰۰                | کره شمالی    | عملیاتی |
| Variant Pukguksong-1               |                    |                     |                      | کره شمالی    | در حال تست |
| Pukguksong-3(KN-26)                |                    |                     | ≥۲۰۰۰                | کره شمالی    | در حال تست |
| Pukguksong-4ㅅ                     |                    |                     |                      | کره شمالی    | Dubious, neither model appears real as both models lack a separation shroud and the Pukguksong-4 was escorted by the KPA Ground Force. |
| Pukguksong-5ㅅ                     |                    |                     | ≥۳۰۰۰                | کره شمالی    | Dubious, neither model appears real as both models lack a separation shroud and the Pukguksong-4 was escorted by the KPA Ground Force. |
| Hyunmoo IV-4                       |                    |                     | ۵۰۰                  | کره جنوبی    | در حال تست |

## کاربری غیرنظامی
برخی از SLBMهای سابق روسی برای پرتاب ماهواره به پرتابگرهای Volna و Shtil تبدیل شده‌اند.